# Oizumi
Oizumi (大泉町, Oizumi-machi) é uma cidade japonesa localizada na província de Gunma, no Japão.
Em 2020, a cidade tinha uma população estimada em 41.198 habitantes em 19.773 domicílios e uma densidade populacional de 2.300 h/km². A área total da cidade é de 18,03 km².
É a cidade com a maior concentração de estrangeiros, representando cerca de 18% da população total, dos quais, brasileiros e peruanos compõem a maior parte desse grupo. O município se tornou um dos principais destinos dos brasileiros no início da década de 1990, durante a migração dos decasséguis. Atualmente vivem na cidade cerca de 6.000 brasileiros e por isso, é conhecida em todo o país como a Cidade Brasileira.

## Geografia
Oizumi está localizada no extremo sul da província de Gunma, tendo a fronteira com a província de Saitama ao sul. O Rio Tone flui pela parte sul da cidade.

## Municípios vizinhos

### Prefeitura de Gunma
- Ōta
- Chiyoda
- Ōra

### Prefeitura de Saitama
- Kumagaya

## Clima
Oizumi tem um clima continental úmido (Köppen Cfa) caracterizado por verões quentes e invernos frios. A temperatura média anual em Ōizumi é de 14,5 °C. A média anual de chuvas é de 1263 mm com setembro como o mês mais úmido. As temperaturas são mais altas em média em agosto, em torno de 26,7 °C, e as mais baixas em janeiro, em torno de 3,3 °C

## História
As aldeias de Ōkawa e Koizumi foram criadas dentro do distrito de Ōra, província de Gunma em 1 de abril de 1889 com a criação do moderno sistema de municípios após a Restauração Meiji. Koizumi foi elevado ao status de cidade em 25 de julho de 1902. Em 31 de março de 1957 Koizumi fundiu-se com a vila de Ōkawa e foi renomeada Ōizumi. Planos de fusão com a vizinha Chiyoda em 2004 e com Ōta em 2008 foram rejeitados pela assembleia local.

### Cidade Brasileira
Oizumi se tornou um dos principais destinos dos brasileiros, principalmente, os dekasséguis, no início da década de 1990, em busca de emprego na cidade devido ao seu centro industrial. Os brasileiros representam cerca de 10% da população local, responsáveis por criar na avenida principal da cidade comércios e prestadores de serviços exclusivos para os brasileiros, além de exibirem as cores da bandeira do Brasil na cidade. A Associação de Turismo da cidade, percebendo no potencial gerado pelos brasileiros, investiu em campanhas e em ações para atrair turistas a cidade, interessados a conhecer a cultura e culinária do Brasil sem precisar sair do Japão.

Foi fundado na cidade o Centro Comunitário Multicultural de Oizumi, com com o objetivo de ajudar os brasileiros dando informações e esclarecimentos sobre a cultura e os costumes do Japão, funcionamento da cidade, educação das crianças, consultas sobre impostos, Seguro de Saúde Federal, tarifa de agua encanada, separação de lixo e locais de depósito de lixo, regras de trânsito e prevenção contra poluição sonora, além de oferecer cursos da língua japonesa.

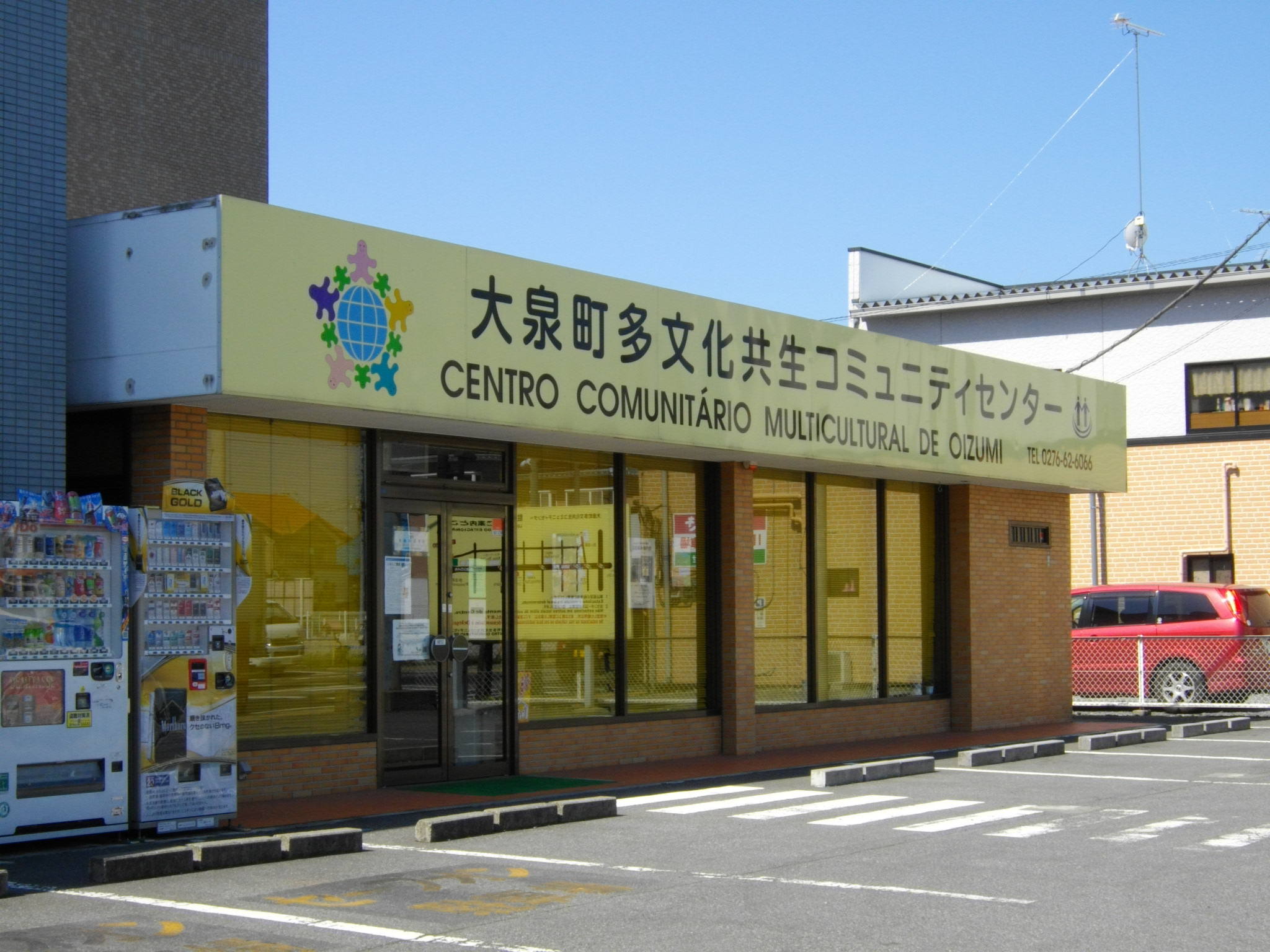
Centro Comunitário Multicultural de Oizumi
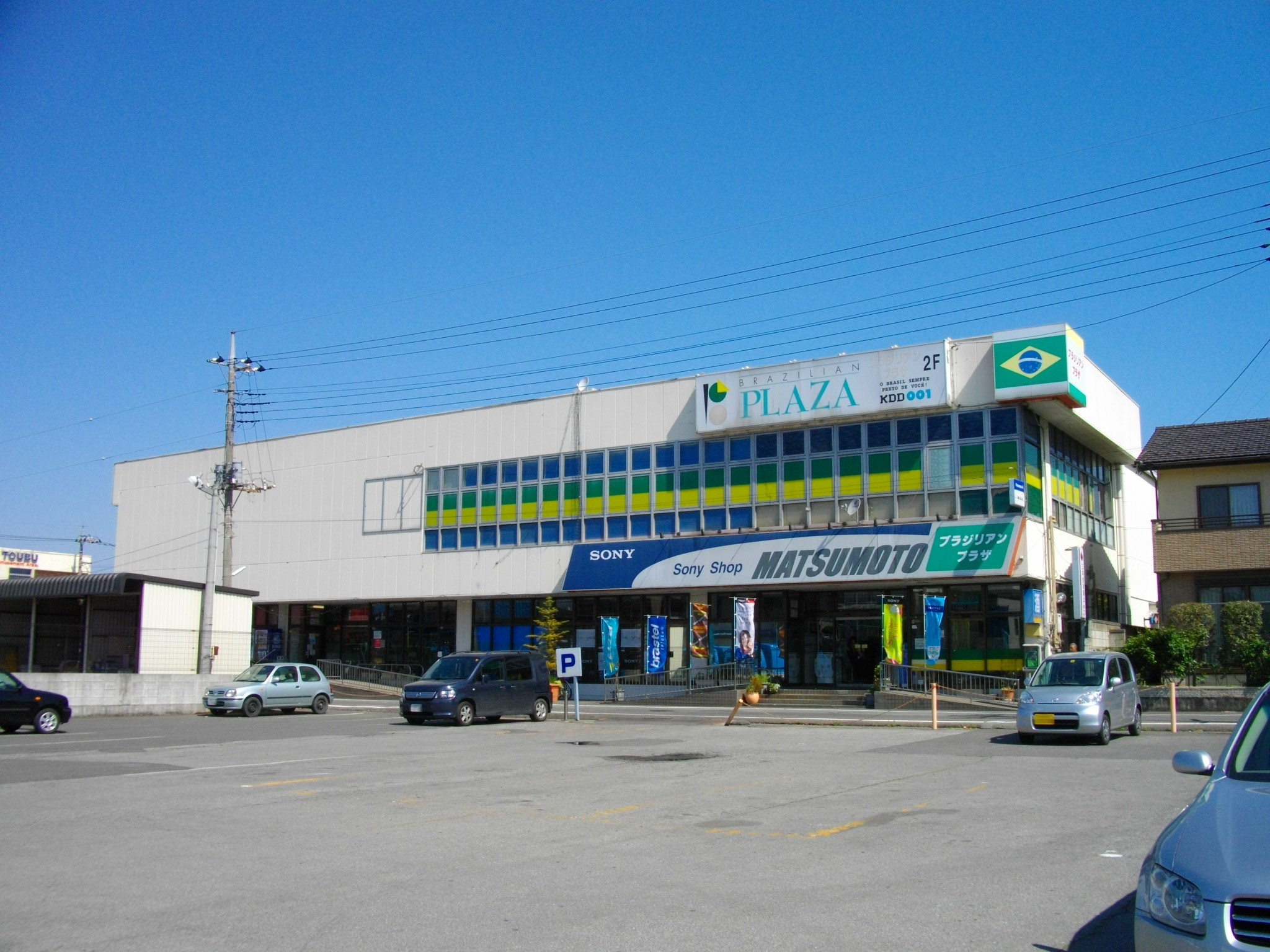
Brazilian Plaza em Oizumi
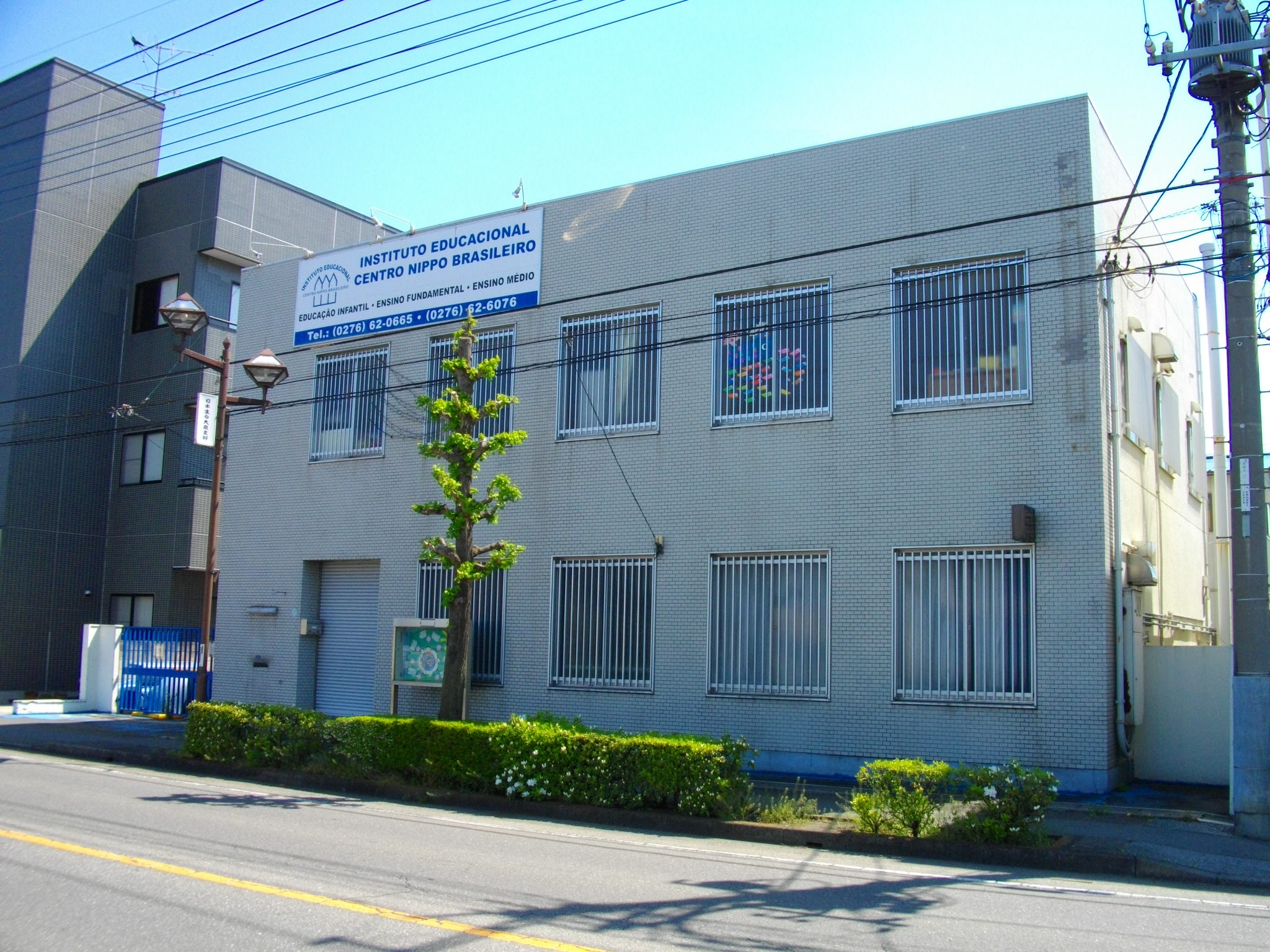
Instituto Educacional Centro Nippo Brasileiro em Oizumi
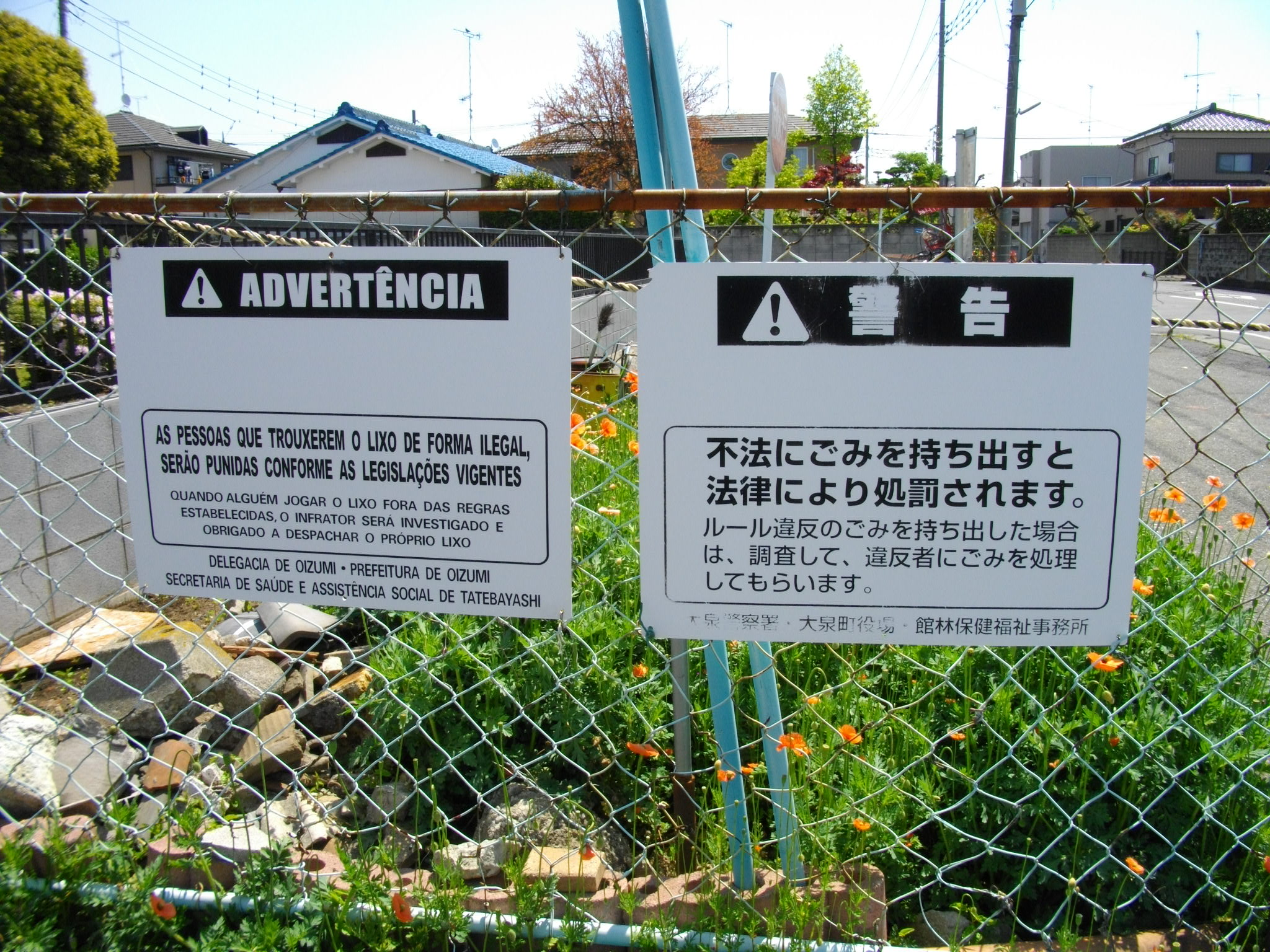
Placas em japonês e em português em Oizumi

## Economia
Oizumi possui um importante centro industrial, com instalações de produção de empresas e indústrias como Ajinomoto, Sanyo, Toppan, Maruha Nichiro e Fuji Heavy Industries (anteriormente fábrica da Nakajima Aircraft Company).

## Educação
Oizumi tem quatro escolas públicas de ensino fundamental e três escolas públicas de ensino médio operadas pelo governo da cidade, e uma escola pública de ensino médio operada pelo Conselho de Educação da prefeitura de Gunma.

### Escolas internacionais
- Instituto Educacional Centro Nippo Brasileiro - Escola brasileira[7]
- Instituto Educacional Gente Miúda - Escola brasileira

A cidade abrigava anteriormente a Escola da Professora Rebeca, outra escola internacional brasileira.

## Transporte

### Ferrovias
- Tobu Railway [ja] – Linha Tōbu Koizumi
  - Estação Nishi-Koizumi
  - Estação Koizumi-Machi
  - Estação Higashi-Koizumi

### Rodovias
- Rota Nacional 142 [ja]

## Atrações turísticas
- Ruínas do Castelo de Koizumi (小泉城跡)
- Templo ryusenji (竜泉寺)
- Santuário koizumi (小泉神社)
- Restos de Ainohara (間之原遺跡出土遺物) do período Jōmon (3500 a.C.)